# Atlantische Hurrikansaison 2010
Die Atlantische Hurrikansaison 2010 begann offiziell am 1. Juni und endete am 30. November 2010. Innerhalb dieser Periode bilden sich üblicherweise die meisten tropischen Stürme, da nur zu dieser Zeit geeignete Bedingungen, wie etwa ein warmer Ozean, feuchte Luft und wenig Windscherung, existieren, um die Bildung von tropischen Wirbelstürmen zu ermöglichen.
Die Hurrikansaison 2010 war im Atlantischen Ozean eine hyperaktive Saison und die aktivste Saison seit der atlantischen Hurrikansaison 2005. Gemeinsam mit der atlantischen Hurrikansaison 1995 und der atlantischen Hurrikansaison 1887 liegt die Saison 2010 auf der Rangliste der Zahl der benannten Stürme auf dem dritten Platz, da 19 Stürme benannt wurden. Die Zahl der Hurrikane war mit zwölf genauso so hoch wie 1969 und 1887, und diese Saisons liegen diesbezüglich historisch auf dem zweiten Rang.
Die Saison 2010 charakterisiert sich durch eine Reihe von sehr starken Hurrikanen, die mit andauernden Windgeschwindigkeiten von 113 Knoten oder mehr die Kategorie 4 auf der Saffir-Simpson-Hurrikan-Windskala erreichten: Danielle, Earl, Igor und Julia. Ihnen ist ihre Entstehung in der Nähe der Kapverdischen Inseln gemeinsam. Als am 15. September Julia für einige Stunden die Kategorie 4 erreichte, waren zum ersten Mal nach der Hurrikansaison 1926 zwei Stürme im Atlantischen Ozean gleichzeitig in dieser Stärke aktiv. Mit der Intensivierung Karls zum Hurrikan einen Tag später waren zum ersten Mal seit der Hurrikansaison 1998 drei Hurrikane gleichzeitig aktiv.
Stürme im östlichen Pazifischen Ozean sind Bestandteil der Pazifischen Hurrikansaison 2010.

## Saisonprognosen
Voraussagen über die Aktivität der kommenden Hurrikansaison werden jedes Jahr durch die anerkannten Hurrikanexperten Philip J. Klotzbach und William M. Gray und ihren Mitarbeitern an der Colorado State University und separat durch die Meteorologen der NOAA erstellt.
Klotzbachs Team definierte die durchschnittliche Anzahl von Stürmen pro Saison im Durchschnitt (1950–2000) auf 9,6 tropische Stürme, 5,9 Hurrikane und 2,3 schwere Hurrikane (also solche, die auf der Saffir-Simpson-Hurrikan-Windskala zumindest in die Kategorie 3 eingestuft werden). Der durchschnittliche Accumulated Cyclone Energy (ACE) beläuft sich auf 96,1. Eine normale Saison, wie sie durch die NOAA festgelegt wurde, besteht aus 9 bis 12 benannten Stürmen, von denen 5 bis 7 Hurrikanstärke erreichen und 1 bis 3 schwere Hurrikane werden.

### Prognosen vor Beginn der Saison
Am 9. Dezember 2009 sagte Klotzbachs Team in einer ersten Prognose für die atlantische Hurrikansaison 2010 eine überdurchschnittliche Aktivität mit 11 bis 16 benannten Stürmen voraus. Demnach wird erwartet, dass davon 6 bis 8 Stürme zu einem Hurrikan werden, wobei 3 bis 5 von ihnen zumindest die Kategorie 3 erreichen. Klotzbachs Team erwartet einen ACE-Wert, der zwischen 100 und 162 liegt. Dieser Verlauf der Saison wird darauf zurückgeführt, dass der El Niño von 2009 bis 2010 sich zu Beginn der Hurrikansaison auflösen wird. Am 7. April 2010 veröffentlichte das Team eine aktualisierte Vorhersage und legte sich auf 15 benannte Stürme, 8 Hurrikane und 4 schwere Hurrikane fest.
An der North Carolina State University wurde im April eine Vorhersage erstellt, nach der in der Saison zwischen 15 und 18 benannte Stürme entstehen, von denen sich 8 bis 11 zu einem Hurrikan entwickeln könnten. Das Team geht davon aus, dass 3 bis 6 Stürme die Küste im Golf von Mexiko erreichen, einer davon als Hurrikan.
Die National Oceanic and Atmospheric Administration gab am 27. Mai ihre Prognose für die Hurrikansaison 2010 bekannt. Demnach erwarten die staatlichen Meteorologen mit 70-prozentiger Wahrscheinlichkeit zwischen 14 und 23 zu benennende Stürme, von denen 8 bis 14 sich zu einem Hurrikan entwickeln. Unter den Hurrikanen sollen der Prognose zufolge sich zwischen 3 und 7 zu schweren Hurrikanen entwickeln. Auch die NOAA geht somit von einer überdurchschnittlich aktiven Hurrikansaison aus, was auf die geringere Windscherung im Zusammenhang mit dem Wegfall des El Niño und warme Wasseroberflächentemperaturen zurückzuführen ist. Die Hurrikanaktivität im atlantischen Becken wird durch La Niña begünstigt und wie weit sich die Aktivität in dieser Saison an die obere Grenze des vorhergesagten Bereiches annähert, ist nach Meinung des Climate Prediction Centers davon abhängig, wie schnell La Niña die auf El Niño folgende neutrale Periode ablöst.

### Prognosen während der Saison
Am 2. Juni gab Klotzbachs Meteorologenteam seine zweite aktualisierte Prognose bekannt. Demnach erwartete man 18 benannte Stürme, davon zehn Hurrikane, von denen sich fünf zu schweren Hurrikanen entwickeln könnten. Die Chance, dass ein schwerer Hurrikan auf die Küste der Vereinigten Staaten treffen würde, stufte die Prognose mit 76 Prozent ein, der Durchschnittswert der vergangenen 100 Jahre liegt bei 52 Prozent. Auch die Wahrscheinlichkeit, dass ein schwerer Hurrikan die Küste Floridas oder der Ostküste der Vereinigten Staaten wurde deutlich höher als der Durchschnittswert eingeschätzt. Demnach läge die Wahrscheinlichkeit eines solchen Hurrikans bei 51 Prozent gegenüber dem hundertjährigen Durchschnittswert von 30 Prozent. Das britische Met Office (UKMO) erwartete in seiner am 17. Juni veröffentlichten Prognose ebenfalls einen überdurchschnittlichen Saisonverlauf. In der Prognose ging man mit einer 70-prozentigen Wahrscheinlichkeit davon aus, dass sich die Zahl der tropischen Wirbelstürme im atlantischen Becken zwischen 13 und 27 bewegen würde; es machte jedoch keine Angaben zur Einstufung als Hurrikan oder schwerer Hurrikan.

### Mögliche Auswirkungen auf die Ölpest im Golf von Mexiko
Es wird befürchtet, dass die tropischen Wirbelstürme dieser Saison im Golf von Mexiko die ökologischen Schäden durch die durch den Untergang der Ölplattform Deepwater Horizon verursachte Ölpest verschärfen könnten, indem bisher nicht betroffene Küstengebiete verschmutzt werden. Zwar würde das von Öl verschmutzte Wasser weiter verdünnt werden, jedoch ist die Gefahr groß, dass die kleinen Ölpartikel dann umso leichter in Mangrovengebiete eindringen und die dortige einzigartige Tier- und Pflanzenwelt gefährden.
Das NHC veröffentlicht hierfür gesonderte Vorhersagen.

## Stürme

### Sturmnamen
In der Atlantischen Hurrikansaison 2010 wurden die folgenden Namen verwendet:
Alex, Bonnie, Colin, Danielle, Earl, Fiona, Gaston, Hermine, Igor, Julia, Karl, Lisa, Matthew, Nicole, Otto, Paula, Richard, Shary und Tomas
Nicht verwendet wurden:
Virginie und Walter.
Diese Liste ist dieselbe Liste, die während der Atlantischen Hurrikansaison 2004 verwendet wurde, mit Ausnahme der Namen Colin, Fiona, Igor und Julia, die die Namen der vier schweren Hurrikane ersetzten, die 2004 Florida verwüstet hatten: Charley, Frances, Ivan und Jeanne. Durch die World Meteorological Organization wurden im März 2011 die Namen Igor und Tomas von der Liste der Namen tropischer Wirbelstürme Namen gestrichen, weil diese Stürme erheblichen Schaden anrichteten und zu wesentlichen Personenschäden führten. Diese Namen wurden durch Ian und Tobias ersetzt. Die nicht gestrichenen Namen werden 2016 erneut verwendet.

### Hurrikan Alex
Eine tropische Störung, die sich langsam entwickelte, wurde am 25. Juni um 22:00 Uhr UTC zum ersten tropischen Tiefdruckgebiet der Saison erklärt, nachdem eine Luftaufklärungsmission der Hurricane Hunter der United States Navy festgestellt hatte, dass ein gut definiertes Zirkulationszentrum mit einem zentralen Luftdruck von 1004 mbar (hPa) vorhanden war. Das System befand sich zu diesem Zeitpunkt 570 km südöstlich von Cozumel und 555 km ostsüdöstlich von Chemutal, jeweils Mexiko. Aufgrund der Nähe zur Halbinsel Yucatán lösten die mexikanischen Behörden sofort für die Ostküste der Halbinsel Warnungen vor einem tropischen Sturm aus, Belize und Honduras folgten diesem Schritt wenig später. Am Morgen des nächsten Tages erreichte das tropische Tief Sturmstärke und wurde zum ersten benannten tropischen Wirbelsturm der Atlantiksaison. Zu dieser Zeit befand sich das Zentrum etwa 1400 km von der havarierten Ölplattform Deepwater Horizon entfernt.
Am späten Abend (Ortszeit) des 26. Juni trat Alex auf der Halbinsel Yucatán etwas nördlich von der größten Stadt Belizes Belize City mit Windgeschwindigkeiten bis zu 100 km/h an Land und bewegte sich mit einer Geschwindigkeit von 19 km/h in westnordwestlicher Richtung über die Halbinsel. Er brachte starke Regenfälle von regional mehr 100 mm mit sich. Die nördlich davon im Bundesstaat Quintana Roo gelegene wichtige mexikanische Touristenregion, wo sich zu diesem Zeitpunkt 35.000 Touristen vor allem aus Europa und den USA aufhielten, hatte keine größeren Schäden zu verzeichnen. Überraschenderweise hat sich die Struktur des Sturmsystems über Land besser organisiert und erinnerte mehr an einen Hurrikan als an einen tropischen Sturm, sodass die Voraussagen bezüglich der weiter zu erwartenden Intensität nach oben gestuft wurden. Gut 18 Stunden später verließ Alex, über Land zum tropischen Tiefdruckgebiet mit durchschnittlichen Windgeschwindigkeiten von 55 km/h und einem Zentraldruck von 999 Hektopascal abgeschwächt, Yucatán in Richtung südwestlichen Golf von Mexiko.
Am Abend des 29. Juni (Ortszeit) erreichte Alex über dem Golf von Mexiko die Stärke eines Hurrikans der Kategorie 1 und damit der erste Hurrikan der Saison. Zu dieser Zeit befand er sich im westlichen Teil des Golfes rund 315 Kilometer von der mexikanischen Küste bei La Pesca entfernt. Gegen 21 Uhr Ortszeit am 30. Juni 2010 gelangte Alex als Hurrikan der Kategorie 2 und Windgeschwindigkeiten von bis zu 165 km/h abermals über das Festland, diesmal an der nördlichen Golfküste Mexikos im Municipio Soto la Marina, rund 55 Kilometer nördlich von La Pesca und 180 Kilometer südlich des texanischen Brownsville. Am 2. Juli 2010 löste sich Alex dann über den Bergen von Zentral-Mexiko auf.
In Zentralamerika sind infolge von Überflutungen mindestens neun Menschen ums Leben gekommen. Davon alleine fünf in Nicaragua sowie je zwei Personen in El Salvador und Guatemala. Beim Zug von Alex über Nord-Mexiko starben fünf Menschen in Monterrey. Ausläufer von Alex behinderten die Aufräumarbeiten nach der durch die Deep Water Horizon verursachten Ölpest. Hoher Wellengang und starke Winde drückten weiteres Öl an die Strände von Louisiana.
Alex war ein ungewöhnlich starker Hurrikan, der in der Kategorie 2 einen Luftdruck von 946 hPa erreichte.

### Tropisches Tiefdruckgebiet Zwei
Eine tropische Welle in der westlichen Karibik erzeugte am 3. Juli Konvektion. Einen Tag später begann das System mit der tropischen Zyklogenese, während der Luftdruck in der Region zu fallen begann. Das System überquerte Yucatán und gelangte in den Golf von Mexiko, die Einwirkungen des Festlandes führten jedoch dazu, dass die Organisation des Systems zerfiel, obwohl die Bedingungen in der Höhe für eine weitere Entwicklung günstiger wurden. Über dem offenen Wasser konzentrierte sich am 7. Juli die Konvektion, sodass sich das System am 8. Juli ausreichend organisiert hatte, um vom NHC als zweites tropisches Tiefdruckgebiet klassifiziert zu werden, als es sich rund 495 km östlich von La Pesca im mexikanischen Bundesstaat Tamaulipas befand. Das Tiefdruckgebiet befand sich über warmem Wasser und in einem Gebiet mit geringer Windscherung. Der innere Kern der Konvektion schwächte sich zunächst ab, während sich die äußeren Bandstrukturen des Wirbelsturmes bildeten. Weil das System sich noch ausreichend lange über dem offenen Wasser befand, bevor es über Land zog, sagte das NHC eine Intensivierung zum tropischen Sturm voraus. Die bekanntgemachten Warnungen vor einem tropischen Sturm bezogen sich auf den Nordosten von Mexiko und Südtexas, die bereits durch Hurrikan Alex betroffen waren. Das System konnte sich jedoch nicht weiter intensivieren und gelangte um 15:15 Uhr UTC bei South Padre Island, Texas als tropisches Tiefdruckgebiet mit Windgeschwindigkeiten von 55 km/h über Land.

### Tropischer Sturm Bonnie
Anfang Juli löste sich von der Küste Westafrikas eine tropische Welle, die westwärts über den Atlantik zog. Nordöstlich der Inseln über dem Winde fing das System an, sich zu entwickeln. Nachdem es sich weiter in westnordwestlicher Richtung ziehend stetig intensivierte, wurde es am 22. Juli über den südwestlichen Bahamas befindlich durch das NHC als drittes tropische Tiefdruckgebiet der Saison klassifiziert. Um 22:15 Uhr UTC stufte das Regional Specialized Meteorological Centre das System zum tropischen Sturm hoch und Vergab den Namen Bonnie. Die prognostizierte Zugbahn führt Bonnie als ersten Sturm der Saison direkt über das durch die Ölpest im Golf von Mexiko 2010 besonders betroffene Meeresgebiet.
Herabgestuft zu einem tropischen Tiefdruckgebiet gelangte Bonnie am 23. Juli in den Golf von Mexiko. Am 24. Juli stellte das National Hurricane Center fest, dass Bonnie sich über dem nördlichen Teil des Golfs von Mexiko zerstreue. Die Überreste des Sturmes zogen am frühen Morgen des 25. Juli über den Südosten Louisianas und Südwesten Mississippis, was ernste Gewitter- und Tornadowarnungen auslöste.
Bevor Bonnie zu einem tropischen Tiefdruckgebiet wurde, verursachten seine Vorläufer heftige Regenfälle in Teilen von Puerto Rico und Hispanola, was zu weitläufigen Überschwemmungen führte. In Puerto Rico ertrank eine Person aufgrund der Überschwemmungen und etwa 6,500 Einwohner der Dominikanischen Republik mussten evakuiert werden. Nach offiziellen Angaben verursachte das System dort mehr als 100 mm Regen. Mehrere Ortschaften innerhalb des Landes wurden isoliert, nachdem Brücken eingestürzt waren. Auch aus Haiti wurden Überschwemmungen gemeldet. Der Gouverneur von Louisiana, Bobby Jindal, rief am 22. Juli aufgrund des Sturmes den Ausnahmezustand aus.

### Tropischer Sturm Colin
Am 29. Juli begann das NHC, ein Tiefdruckgebiet westsüdwestlich von Kap Verde zu überwachen. Das System organisierte sich kontinuierlich und wurde früh am 2. August zum Tropischen Tiefdruckgebiet Vier hochgestuft. Bis zum nächsten Morgen verstärkte es sich weiter zu einem tropischen Sturm und wurde mit „Colin“ benannt. Der ungewöhnlich kleine Sturm bewegte sich schnell westwärts, wobei er nur wenig stärker wurde, da er in eine Region mit starker Windscherung gelangte. Colin wurde am Nachmittag des 3. August zu einer tropischen Welle abgeschwächt, obwohl erwähnt wurde, dass eine erneute Verstärkung zu einem Hurrikan durchaus möglich wäre.
Am 5. August regenerierte sich das Tief südlich der Bermudas und wurde wieder zum Tropischen Sturm. Am 8. August schwächte sich Colin ab und verschwand rund 100 km nordwestlich der Insel Bermuda.

### Tropisches Tiefdruckgebiet Fünf
Aus einem schwachen Oberflächentiefdruckgebiet bildete sich in Nähe der Ostküste Floridas am 9. August ein tropisches System. Die Wetterprognosen gingen wegen starker Windscherung und der Nähe zum Festland zunächst nicht von einer Intensivierung aus. dennoch organisierte sich das System zunehmend besser und nach weiterer Entwicklung wurde das System spät am 10. August zu einem tropischen Tiefdruckgebiet. Da prognostiziert wurde, dass sich das Tiefdruckgebiet zu einem tropischen Sturm intensivieren würde, unterbrach BP die Vorbereitungen für die Entlastungsbohrung, die das endgültige Ende der durch die Explosion der Deepwater Horizon verursachten Ölkatastrophe im Golf von Mexiko hätte sein sollen. Das System intensivierte sich jedoch nicht, sondern zog als tropisches Tiefdruckgebiet über Land. Das Resttief wanderte noch einige Tage über dem Süden der Vereinigten Staaten und gelangte erneut über das Wasser des Golfes, Es konnte sich jedoch nicht reorganisieren und löste sich am 17. August auf.

### Hurrikan Danielle
Der Tropische Sturm Danielle bildete sich im Laufe des 21. August zunächst als sechstes tropisches Tief der Saison südwestlich der Kapverden mit einer initialen Stärke von 45 km/h Windgeschwindigkeit und einem zentralen Luftdruck von 1008 hPa. Am 22. August erreichte das System Sturmstärke und bekam den Namen Danielle. Es bewegte sich zu diesem Zeitpunkt in nordwestlicher Richtung, so dass keine Gefahr für die karibischen Inseln zu erwarten war. Spät am 23. August begann eine rapide Intensivierung des Systems. Danielle wurde schon bald darauf zum Hurrikan hochgestuft und erreichte am 24. August um 9:00 Uhr UTC die Kategorie 2 der Saffir-Simpson-Hurrikan-Windskala. Doch ein Bereich trockener Luft gelangte in die Nähe des Zirkulationszentrums, sodass die rapide Intensivierung zunächst beendet war. Vom Kategorie-2-Hurrikan schwächte sich Danielle zunächst zu einem schwachen Hurrikan und schließlich für kurze Zeit zum tropischen Sturm ab. Danach begann eine Phase der Reintensifikation. Als Kategorie-2-Hurrikan bildete Danielle in den Morgenstunden des 26. August ein Auge. Am 27. August intensivierte sich Danielle zum ersten schweren Hurrikan der Saison und erreichte nur wenige Stunden später mit andauernden Windgeschwindigkeiten von 215 km/h seinen Höhepunkt. Durch das Einsetzen einer zyklischen Eyewall-Neubildung begann die kontinuierliche Abschwächung des Hurrikans. Dem nun nordostwärts wandernden und Bermuda östlich passierenden Wirbelsturm machte auch das nach Norden immer kältere Oberflächenwasser und stärkere Windscherung zu schaffen, so dass die Transition zu einem außertropischen System begann. Als Danielle bereits zum tropischen Sturm zurückgestuft war, erklärte das NHC das System in der Frühe des 31. August südöstlich von Neufundland für außertropisch. Zwar gefährdete Hurrikan Danielle während seiner Existenz kein Land, dennoch ertrank an der Küste Floridas in durch von Danielle erzeugten Wellen ein Surfer.

### Hurrikan Earl
Am 25. August bildete sich aus einem Bereich unruhigen Wetters, welches sich zwei Tage zuvor von der afrikanischen Westküste gelöst hatte und südlich der kapverdischen Inseln vorbeigezogen war, das siebente tropische Tiefdruckgebiet der Saison. Schon zu diesem Zeitpunkt zeigten sich klare Anzeichen für die Ausbildung eines tropischen Sturms. Nur wenig später am selben Tag wurde das System zum tropischen Sturm hochgestuft und bekam turnusmäßig den Namen Earl. Zu dieser Zeit bewegte sich das System westwärts mit leichter Tendenz in Richtung Nordwest. Das Sturmzentrum war jedoch auch die nächsten Tage über schwer auszumachen, Earl kämpfte wie auch Hurrikan Danielle mit trockener Luft aus der Sahara (Saharan Air Layer, SAL) und wurde in seiner Entwicklung auch durch die Ausströmung von Hurrikan Danielle behindert; die damit verbundene Windscherung führte zu einer Freistellung des Zirkulationszentrums. Als Danielle am 29. August weit genug nach Norden abgezogen war, intensivierte sich Earl zum Hurrikan. Earl passierte die nördlichen Inseln über dem Winde als Kategorie-2-Hurrikan, bevor langsam eine Änderung der Zugrichtung von West über West-Nordwest nach Nordwest erfolgte. Nach einer rapiden Intensivierung wurde Earl am 30. August zum schweren Hurrikan und erreichte einen Tag später die Kategorie 4. Eine zyklische Eyewall-Neubildung führte vorübergehend zu einer Abschwächung des Hurrikans, der jedoch ab dem 1. September erneut die Kategorie 4 der Saffir-Simpson-Hurrikan-Windskalaerreichte. Der Hurrikan drehte seine Zugrichtung weiter auf eine nordnordwestliche Zugbahn, die ihn an der westlichen Peripherie eines subtropischen Rückens entlang sehr nah an Cape Hatteras heranführte. Nachdem Earl mit einem zentralen Luftdruck von 927 hPa und andauernden Windgeschwindigkeiten von 125 Knoten am 2. September seine größte Intensität erreichte, führte eine zweite Eyewall-Neubildung über mittlerweile kälterem Wasser und stärkere Windscherung zu einem Abschwächen des Hurrikans, der inzwischen von einem Trog über der Ostküste der Vereinigten Staaten zunächst nach Norden zwängte und dann schließlich nach Nordosten lenkte. Earl verlor zwischenzeitlich seinen Hurrikanstatus, intensivierte sich jedoch vor dem Erreichen von Nova Scotia erneut zu einem Kategorie-1-Hurrikan. Er überquerte die Küstenlinie bei Liverpool und zog als starker tropischer Sturm über Prince Edward Island (PEI) hinweg. In Halifax und anderen Regionen der Provinz Nova Scotia und im Westen von Prince Edward Island entwurzelte Earl Bäume und führte zu Stromausfällen, doch war der Sachschaden erheblich geringer als 2003 beim Durchzug von Hurrikan Juan. Über dem Sankt-Lorenz-Golf begann schließlich seine Umwandlung in ein außertropisches System, das nach dem Passieren der Belle-Isle-Straße in den kalten Gewässern der Labradorsee von einem größeren außertropischen Tief absorbiert wurde.
NASA und National Oceanic and Atmospheric Administration erforschten diesen Hurrikan erstmals auch mit Drohnen.

### Tropischer Sturm Fiona
In der vierten Augustwoche wanderte eine Wetterstörung von der afrikanischen Küste aus im Schlepptau des späteren Hurrikans Earl westwärts über den Atlantik. Das System hatte jedoch Schwierigkeiten, sich zu intensivieren. Erst am 30. August führten sturmstarke andauernde Winde und eine bessere Organisation des Systems dazu, dass das NHC die Bildung eines tropischen Sturmes bekanntgab und den Namen Fiona zuwies, ohne das System zuvor als tropisches Tiefdruckgebiet klassifiziert zu haben. Da Fiona sich schneller als Earl westwärts bewegte, näherte sich Fiona an Earl an, sodass die weitere Entwicklung Fionas durch Windscherung des viel größeren und stärkeren Hurrikans Earl behindert wurde.

### Tropischer Sturm Gaston
Ende August löste sich von der Küste Afrikas eine weitere tropische Welle, die auf günstige Bedingungen traf und am 1. September 1335 km westsüdwestlich der Kapverden und 2770 km östlich der Inseln über dem Winde als tropisches Tiefdruckgebiet klassifiziert wurde. Im Tagesverlauf intensivierte sich das System zum Tropischen Sturm Gaston. Gegen Nachmittag (Ortszeit) des 2. September degenerierte das System über dem Atlantik  zu einem Resttief, obwohl vorherige Vorhersagemodelle eine weitere Verstärkung voraussagten. Die tropische Welle kämpfte tagelang gegen Windscherungen und schaffte es zwischendurch sich zu einem tropischen Tiefdruckgebiet zu intensivieren. Aber schließlich löste sich die tropische Welle am 8. September auf.

### Tropischer Sturm Hermine
Ein kleines Tiefdruckgebiet im äußersten Südwesten des Golfes von Mexiko in der Golf von Campeche zeigte in der Frühe des 6. September ausreichend Organisation, um als Tropisches Tiefdruckgebiet Zehn klassifiziert zu werden. Aufgrund der mit hohen Wassertemperaturen und geringer Windscherung günstigen Bedingungen erreichte das Tief am nächsten Tag Sturmstärke und bekam den Namen Hermine. Der Sturm bewegte sich in nordnordwestlicher Richtung auf die mexikanische Küste zu und überquerte um 20:30 Uhr Ortszeit mit Windgeschwindigkeiten um die 100 km/h rund 65 km südlich der texanischen Stadt Brownsville die Küstenlinie in Richtung Festland. Dort schwächte sich Hermine bis zum Abend des nächsten Tages zu einem Tropischen Tief ab. Am Abend des 7. September Ortszeit (Mitternacht UTC) gab das National Hurricane Center seine letzte Stellungnahme zu Hermine heraus. Es wurde erwartet, dass ab dem 9. September nur noch ein außertropisches Resttief vorhanden sein wird.

### Hurrikan Igor
Der tropische Sturm Igor bildete sich am 8. September aus einem Tiefdruckgebiet im fernen Osten des tropischen Atlantiks rund 155 km südöstlich der südlichsten der Kapverdischen Inseln. Zu diesem Zeitpunkt bewegte sich Igor mit rund 13 km/h Richtung Westen. Die zentrale Windgeschwindigkeit betrug zu diesem Zeitpunkt 65 km/h. Zwischen dem 9. und 10. September wurde Igor nur als tropisches Tiefdruckgebiet eingestuft. Die Konvektion hatte sich nahezu eingestellt und die Windstärke hatte sich entsprechend reduziert. Das System war durch Scherwinde beherrscht, die im Laufe des 10. September nachließen, so dass sich das System wieder zu einem tropischen Sturm verstärken konnte. In der Frühe des 11. September bildete Igor für zwei Stunden ein Auge, doch trockene Luft wurde vom System absorbiert und die Konvektion gedämpft. Erst spät am 11. September konnte sich Igor und wurde zu einem Hurrikan heraufgestuft. Igor intensivierte sich am 12. September rapide zu einem Hurrikan der Kategorie 2 und wurde bereits 90 Minuten später vom NHC in der Kategorie 4 klassifiziert. Der Hurrikan begann dann eine zyklische Eyewall-Neubildung verlor aufgrund seiner Größe jedoch nur wenig an Kraft. Am 14. September intensivierte sich Hurrikan Igor erneut und erreichte in der Frühe des 15. September fast die Kategorie 5 der Saffir-Simpson-Hurrikan-Windskala, bevor eine erneute Eyewall-Neubildung der Intensivierung zunächst ein Ende setzte.

### Hurrikan Julia
Eine weitere starke tropische Welle entwickelte sich am 12. September in der Nähe der Küste Afrikas, südöstlich der Kapverden, zum zwölften tropischen Tiefdruckgebiet der Saison. In der Frühe des 13. September intensivierte sich das System zu einem tropischen Sturm und erhielt den Namen Julia. Julia war der zweite tropische Sturm mit einem direkten Treffer auf die Kapverden-Insel Brava innerhalb einer Woche.
In der Nacht zum 14. September bildete Julia ein Auge und intensivierte sich in einen Hurrikan. Hurrikan Julia widerlegte alle Computermodelle und Vorhersagen und intensivierte sich am 15. September innerhalb weniger Stunden rapide in einen Kategorie-4-Hurrikan. Zu diesem Zeitpunkt befand sich das Zentrum bei 31,8° W. Julia befand sich somit zu diesem Zeitpunkt weiter östlich als Hurrikan Fred beim Erreichen der Kategorie 3. Fred galt bis dahin als der Hurrikan, der seit Beginn der Satellitenbeobachtungen am weitesten östlich diese Kategorie erreichte. Julia zog im Gegensatz zu Igor nicht westwärts auf die Karibik zu, sondern drehte aufgrund einer Schwäche im subtropischen Rücken bereits südwestlich der Kapverdischen Inseln in eine nordwestliche Zugrichtung.
Julia hielt den Status eines Kategorie-4-Hurrikans nur kurzzeitig. Einige Stunden später war das Auge schlecht definiert und der Sturm schwächte sich ab. Am Morgen des 16. September schwächte Julia sich in die Kategorie 2 ab und von da an verlor der Hurrikan stetig an Kraft, bis er sich am 18. September zu einem tropischen Sturm abschwächte. Am 20. September wurde Julia zu einem außertropischen System.

### Hurrikan Karl
In der zweiten Septemberwoche bildete sich in der Nähe von Trinidad ein Tiefdruckgebiet und driftete langsam zunächst nach Nordwesten und schließlich westwärts durch die Karibik. Windscherung behinderte die Entwicklung des Systems. Ein Erkundungsflug der U.S. Navy am 14. September stellte in einer Flughöhe von 1500 Fuß in Zentrumsnähe andauernde Windgeschwindigkeiten von 41 Knoten fest, weswegen das NHC das System um 21:00 Uhr UTC direkt als tropischen Sturm mit dem Namen Karl klassifizierte. Der Sturm intensivierte sich zwar leicht, die Nähe zur Halbinsel Yucatán behinderte jedoch die weitere Entwicklung zunächst. Karl zog am 15. September um 12:10 Uhr UTC etwa 50 ostnordöstlich von Chetumal über Land. Über Land schwächte sich Karl ab, behielt jedoch eine sehr tiefe Konvektion bei und konnte so den Status eines tropischen Sturmes halten, bis er wieder Wasser erreichte. Ein sehr starkes Hochdruckgebiet über dem nördlichen Golf von Mexiko hielt den Wirbelsturm südlich von 22° nördlicher Breite. Über dem warmen Wasser der Campechebai intensivierte sich Karl am 16. September zum Hurrikan und am 17. September zu einem schweren Hurrikan.

### Hurrikan Lisa
Am 21. September intensivierte sich ein Tiefdruckgebiet westlich der Kapverden zum vierzehnten tropischen Tiefdruckgebiet der Saison. Bereits sechs Stunden später intensivierte sich das System zum tropischen Sturm und erhielt vom NHC den Namen Lisa. Die Prognosen sagten eine Wanderung nach Nordwesten voraus, doch das System zog ostwärts zu den Kapverden hin, da ein starker Jetstream dem System den Weg nach Westen verwehrte. Als schwacher tropischer Sturm mäandrierte Lisa westlich der Inselgruppe umher. Am 22. September schwächte sich Lisa zu einem tropischen Tiefdruckgebiet ab, konnte sich jedoch einen Tag später erneut zu einem tropischen Sturm intensivieren.
Nach einer rapiden Intensivierung am 24. September stufte das NHC Lisa zu einem Kategorie-1-Hurrikan auf. In dieser Phase bildete Lisa ein kleines Auge. Schließlich zog Lisa doch noch nach Nordosten, doch aufgrund seiner ungewöhnlich weit östlichen Lage geriet der Hurrikan schon bald über kühleres Wasser und verlor an Kraft. Am 26. September stufte das NHC Lisa zu einem tropischen Tiefdruckgebiet zurück. Dieses wurde einige Stunden später zu einem Resttief.

### Tropischer Sturm Matthew
Am 23. September intensivierte sich ein Gebiet unruhigen Wetters nördlich von Panama zum fünfzehnten tropischen Tiefdruckgebiet der Saison. Schon kurze Zeit später wurde es zum Tropensturm eingestuft und erhielt den Namen Matthew. In den Abendstunden des 24. September ging Matthew im Küstengebiet von Nicaragua und Honduras mit 85 km/h an Land. Matthew wurde nach dem Landgang durch Windscherung schwächer und löste sich am 26. September über Südwest-Mexiko auf. Die Folgen waren schwere Regenfälle und Erdrutsche in der gesamten Region. Nennenswerte Schäden oder gar Todesfälle sind nicht bekannt.

### Tropischer Sturm Nicole
Am 28. September entwickelte sich aus einem Gebiet niedrigen Luftdrucks im nordwestlichen Karibischen Meer eine Formation, die zum sechzehnten tropischen Tiefdruckgebiet der atlantischen Hurrikansaison erklärt wurde. Sein Zentrum war ausreichend ausgebildet, um als Tropischer Wirbelsturm klassifiziert zu werden. Das System bewegte sich in Richtung Nord-Nordost. Sowohl die stärksten Winde als auch die stärksten Regenfälle gab es südöstlich des Zentrums. In der Nacht zum 29. September (Ortszeit) erreichte der Sturm die Südküste Kubas in Höhe der Zapata-Halbinsel und durchquerte das Land knapp östlich der Hauptstadt Havanna. Noch immer über Land in Zentralkuba wurde das System zu einem Tropischen Sturm heraufgestuft und bekam den Namen Nicole. Nahe dem Sturmzentrum gab es weiterhin nur schwache Winde. Südlich und südöstlich davon waren sie wesentlich stärker. Später verließ das System Kuba östlich von Varadero und zeigte zu dieser Zeit schon erste Auflösungserscheinungen. Am Nachmittag (Ortszeit) desselben Tages war das Zentrum des Sturms, welches eigentlich nie besonders gut ausgebildet war, nicht mehr auffindbar. Nicole hatte sich praktisch aufgelöst.
In Jamaika kamen mehr als ein Dutzend Menschen bei Erdrutschen ums Leben. Es wurden Straßen und landwirtschaftliche Anpflanzungen weggespült. Aus Kuba wurden keine Schäden oder Opfer gemeldet. Die dortige Presse freute sich über die Auffüllung der Stauseen in den zentralen und östlichen Provinzen, deren Wasserstände durch fehlende Niederschläge in letzter Zeit stark abgesunken waren. An anderen Orten Mittelamerikas gab es jedoch schwere Schäden als auch Tote durch Nicole und deren Ausläufer: Im mexikanischen Bundesstaat Chiapas starben zahlreiche Menschen bei Erdrutschen. In Jamaika sollen Behördenangaben zufolge die stärksten Niederschläge seit einer Dekade gefallen sein. Durch Überschwemmungen kamen dort mindestens zwei Menschen ums Leben. Auch aus dem Süden Floridas, den Bahamas und den Caiman-Inseln wurden starke Regenfälle gemeldet.

### Hurrikan Otto
Am 6. Oktober kam man nach Auswertung von Satellitenbildern zu einem Tiefdruckgebiet nördlich Puerto Ricos zu dem Schluss, dass sich diesmal ein Subtropisches Tiefdruckgebiet ausgebildet hatte, obwohl einige Eigenschaften des Tiefs auch auf tropisch hindeuteten. Später am gleichen Tag (Ortszeit) hatte sich das System derart verstärkt, dass es zum subtropischen Sturm heraufgestuft wurde und den Namen Otto bekam. Bis zum Morgen des nächsten Tages entwickelte sich Otto dann zu einem „vollwertigen“ tropischen Sturm. Das Sturmtief bewegte sich in nordöstlicher Richtung über den Atlantik und wurde am 8. Oktober zum Kategorie 1 Hurrikan heraufgestuft. Am 10. Oktober wurde Otto über relativ kalten Gewässern zu einer post-tropischen Zyklone erklärt. Zu diesem Zeitpunkt befand sich das System rund 1250 Kilometer westlich der Azoren. Als weitere Zugbahn wurde die bisherige nordwestliche Richtung erwartet, so dass das Sturmtief nördlich der Inselgruppe vorbeiziehen sollte.

### Hurrikan Paula
Paula war ein kleiner, jedoch vergleichsweise kräftiger Hurrikan, der auf die mexikanische Halbinsel Yucatán sowie auf West- und Zentral-Kuba einwirkte.
Um den 5. Oktober bildete sich bei Panama eine tropische Welle, die sich im Laufe der Zeit verstärkte. Am Nachmittag (Ortszeit) des 11. Oktober registrierten Aufklärungsflugzeuge des US-Hurrikan-Zentrums nahe der Küste Honduras’, dass sich das System inzwischen zu einem tropischen Sturm ausgebildet und verstärkt hatte. Er bekam den Namen Paula und war damit der sechzehnte benannte tropische Sturm der Saison. Gemessen wurde zu dieser Zeit ein zentraler Luftdruck um die 1000 hPa und eine Windgeschwindigkeit in Flughöhe von 50 Knoten (90 km/h). Das System bewegte sich zunächst mit rund 15 km/h in nordwestlicher Richtung, um dann nach Norden und später nach in nordwestliche Richtung zu drehen. Weniger als 24 Stunden später war Paula schon ein Hurrikan der Kategorie 2. Der Hurrikan zog durch die Yucatán-Straße in Richtung Kuba. Gegen Mittag Ortszeit des 14. Oktober betrat das Zentrum von Paula, inzwischen wieder nur Tropische-Sturm-Stärke habend, nahe Puerto Esperanza (Municipio Viñales, Provinz Pinar del Río) kubanisches Festland. Dabei wurden in den kubanischen Wetterstationen Windgeschwindigkeiten von bis zu 110 km/h gemessen. Mit rund 15 km/h und sich weiter abschwächend bewegte sich Paula in Richtung Hauptstadt Havanna und erreichte sie am frühen Abend des gleichen Tages mit Windgeschwindigkeiten zwischen 90 und 99 km/h. Im gesamten Einzugsgebiet verursachte Paula starke Winde und kräftige Niederschläge. Am Abend des 14. Oktober verließ Paula nahe Varadero kubanisches Festland und bewegte sich nahe der kubanischen zentralen Nordküste und schwächte sich dort bis zum Morgen des nächsten Tages zunächst zu einem tropischen Tiefdruckgebiet ab. Kurze Zeit später bestand Paula nur noch aus einem Resttief.
Die kubanische Parteizeitung Granma berichtete von starken durch Paula verursachten Winden und Niederschlägen. Weiteren Meldungen anderer Nachrichtenagenturen zufolge sind allein in Havanna auf Grund der maroden Bausubstanz 22 Häuser eingestürzt. 119 Strommasten wurden beschädigt. Vier Menschen wurden verletzt.

### Hurrikan Richard
Am 16. Oktober begann das National Hurricane Center mit der Beobachtung einer Wetterstörung in Verbindung mit einem schwachen Trog in der südwestlichen Karibik. Das Gebiet dümpelte einige Tage an der zentralamerikanischen Küste entlang, ohne sich wesentlich zu verändern. Schließlich setzte doch eine bessere Organisierung ein, zumal die Bedingungen für eine Entwicklung günstig waren. Am 19. Oktober ergaben vom Erkundungsflugzeug aus gemachte Beobachtungen, dass sich eine oberflächennahe Zirkulation gebildet hat. Die Organisierung verbesserte sich, als das System weiter nach Osten zog. Am Abend des 20. Oktober (Ortszeit) wurde das System südlich der Kaimaninseln zum 19. tropischen Tiefdruckgebiet der Saison. Schon am nächsten Morgen des 21. Oktobers verstärkte sich das System zu einem tropischen Sturm, dem 17. der Saison, und bekam den Namen Richard. Zu diesem Zeitpunkt durchlief der Sturm, dessen bisherige Zugbahn ziemlich unregelmäßig war, eine sogenannte antizyklonische Schleife. Seine Position hatte sich seit der offiziellen Deklaration kaum verändert.

### Hurrikan Shary
Der Ursprung des Tropischen Sturms Shary lag in einem Konvektionsgebiet, das in Verbindung mit einem Höhentrog stand und sich nordöstlich der Inseln über dem Winde befand. Am 28. Oktober nahm die Gewittertätigkeit zu und es bildete sich ein Tiefdruckgebiet. Die Struktur des Systems wurde allmählich besser und früh am 29. Oktober entwickelte sich das System etwa 565 km südöstlich von Bermuda zu einem tropischen Sturm und am 30. Oktober zu einem Hurrikan der Kategorie 1. Mit Shary hat erst zum dritten Mal im atlantischen Becken ein Sturm einen Namen mit „S“ erhalten, nach Sebastien (1995) und Stan (2005).

### Hurrikan Tomas
Ende Oktober wanderte tief in den tropischen Breiten eine tropische Welle über den Atlantischen Ozean nach Westen. Am 28. Oktober begann das System sich besser zu organisieren, und bei einem Aufklärungsflug wurde am 29. Oktober das Vorhandensein einer geschlossenen Zirkulation bestätigt. Das NHC klassifizierte das System spät am 29. Oktober etwa 320 km südöstlich von Barbados als tropischen Sturm und vergab den Namen Tomas. Es war historisch erst das dritte Mal, dass im Atlantischen Ozean der Buchstabe „T“ erreicht wird, nach Hurrikan Tanya (1995) und dem Tropischen Sturm Tammy (2005). Tomas intensivierte sich zu einem Hurrikan, überquerte die Inseln über dem Winde, die er am 29. Oktober sehr nahe an St. Lucia passierte. Im Tagesverlauf intensivierte sich der Hurrikan in die Saffir-Simpson-Kategorie 2, doch trockene Luftmassen und zunehmende Windscherung verursachten eine Abschwächung des Wirbelsturmes. Bis zum 2. November schwächte sich der Hurrikan bis zu einem tropischen Tiefdruckgebiet ab. Der Sturm wurde dann durch einen Trog über dem Osten der Vereinigten Staaten auf eine nördliche und schließlich nordöstliche Zugbahn gelenkt. Die Windscherung ließ dann nach, was Tomas am 3. November erlaubt, erneut Sturmstärke zu erreichen und am 5. November stufte das NHC Tomas erneut als Hurrikan ein. Der Hurrikan erreichte im Tagesverlauf die Spitze der Tiburon-Halbinsel Haitis, rund 75 Kilometer östlich von Punta de Maisí, dem östlichsten Punkt Kubas. Der Hurrikan hatte sich wieder etwas abgeschwächt und erreichte zu diesem Zeitpunkt Windgeschwindigkeiten von bis zu 120 km/h und einen minimalen Luftdruck von 994 hPa. Am 7. November wurde Tomas für außertropisch erklärt. Das Sturmtief hatte seine für einen Tropischen Wirbelsturm charakteristischen Eigenschaften verloren.
Da aufgrund der Zerstörungen durch das Erdbeben vom Januar 2010 viele Haitianer nicht in festen Unterkünften leben, stellen hohe Windgeschwindigkeiten eine große Gefahr dar. Das National Hurricane Center wies jedoch darauf hin, dass die größte Gefahr für Haiti durch enorme Niederschlagsmengen und dadurch ausgelöste Sturzfluten bestehe. Schon vor dem tatsächlichen Erreichen von Haiti kamen durch die durch Tomas verursachten starken Regenfälle vier Menschen ums Leben. Kurz darauf starben mindestens sieben Menschen in den Fluten überlaufender Flüsse. Der Zivilschutz teilte mit, dass viele Notunterkünfte vollkommen vernichtet wurden.
In Kuba gab es den Angaben der örtlichen Behörden zufolge weder Todesopfer noch größere materielle Schäden. Ob es einen Zusammenhang zwischen Hurrikan Tomas und dem Absturz von Aerocaribbean-Flug 883 in der zentralkubanischen Provinz Sancti Spíritus gibt, bei dem alle 68 Passagiere und Besatzungsmitglieder ums Leben kamen, ist Gegenstand von Untersuchungen. Kurz nach dem Start des später verunglückten Flugzeugs in Santiago de Cuba wurde der Luftraum wegen des herannahenden Tropensturms gesperrt.

## Rekorde
Die Bildung von Tomas setzte einen neuen Rekordwert für den spätesten tropischen Sturm östlich der Inseln über dem Winde und südlich von 12° nördlicher Breite. Der bisherige Rekordwert wurde durch Hurrikan Sechs in der atlantischen Hurrikansaison 1896 gesetzt, der sich ebenfalls am 29. Oktober gebildet hatte, allerdings neun Stunden früher. Der Hurrikan überquerte den Antillenbogen allerdings nicht. Ein Hurrikan oder tropischer Sturm, der über die Inseln über dem Winde hinwegzieht, wurde so spät im Jahr noch nie beobachtet. Die bisherigen spätesten tropischen Wirbelstürme, die im offenen Atlantik südlich von 12° nördlicher Breite Sturmstärke erreichten und in das Karibische Meer zogen, waren der spätere Hurrikan Jose am 18. Oktober 1999 und der Tropische Sturm Nicolas am 14. Oktober 2003.
Ebenfalls ungewöhnlich für Ende Oktober ist das gleichzeitige Vorhandensein von zwei benannten Systemen im atlantischen Becken. Zwischen 1851 und 2009 gab es nur vier Hurrikansaisons, in der es noch später im Jahr zu einer solchen Situation kam. Der späteste Tag des Jahres mit zwei aktiven Stürmen wurde 1887 mit dem 8. Dezember verzeichnet, als Hurrikan Achtzehn und der Tropische Sturm Neunzehn gleichzeitig bestanden.

## Accumulated Cyclone Energy (ACE)
| 1          | 42,4 | Igor     | 11 | 4,05  | Lisa    |
| 2          | 27,8 | Earl     | 12 | 3,08  | Fiona   |
| 3          | 21,8 | Danielle | 13 | 1,88  | Shary   |
| 4          | 14,2 | Julia    | 14 | 1,87  | Colin   |
| 5          | 10,9 | Tomas    | 15 | 1,58  | Hermine |
| 6          | 6,78 | Alex     | 16 | 1,38  | Matthew |
| 7          | 6,59 | Paula    | 17 | 0,368 | Bonnie  |
| 8          | 5,80 | Karl     | 18 | 0,245 | Gaston  |
| 9          | 4,56 | Richard  | 19 | 0,123 | Nicole  |
| 10         | 4,43 | Otto     |    |       |         |
| Total: 160 |      |          |    |       |         |